# Surintendant des finances
Pour les articles homonymes, voir Surintendant.
Le surintendant des finances ou superintendant des finances est un officier de l'administration des finances dans la France d'Ancien Régime, chargé d'ordonner les dépenses de l'État.

## Histoire
Selon les auteurs, on fait remonter la fonction à Jacques de Beaune en 1518 sans que le titre de  « surintendant » n'apparaisse encore. Le terme apparaît en 1561 ; sous ce nom, la charge était l'héritière de celle d'intendant des finances, créée en 1552 par Henri II. À l'époque, trois intendants avaient été nommés. L'un d'entre eux participait également au Conseil privé. Le titre de surintendant découlait de cette prééminence. En 1561, le titre échut à deux membres, Artus de Cossé-Brissac et le comte de Chaulnes. Un règlement du 23 octobre 1563 disposait que le Conseil du roi se réunirait une fois par semaine pour traiter de questions de finances. Devaient s'y réunir entre autres les surintendants des finances et d'autres officiers du département des finances, comme le trésorier de l'Épargne. En 1567, Cossé fut promu maréchal de France. Il résigna sa charge, ainsi probablement que le comte de Chaulnes, en faveur de René de Birague. Celui-ci exerça donc seul, et après 1570, sa charge fut assumée par le Conseil royal des finances.
Henri III, lui, supprima le Conseil des finances en 1574 et nomma un surintendant. Henri IV de nouveau remplaça la surintendance par un conseil. Au total, la charge fonctionna de manière intermittente, son destin lié intrinsèquement à celui du Conseil des finances.
Le 5 septembre 1661, Fouquet fut arrêté pour malversations, et déféré devant une chambre de justice. Le 12, un règlement remplaça la charge de surintendant par un Conseil royal des finances, où devait siéger un intendant des finances, en l'espèce Colbert qui deviendra ensuite contrôleur général des finances.
La charge de surintendant des finances dura environ un siècle et demi, de façon discontinue, de 1518 à 1661 où elle disparut avec l'arrestation de Fouquet. Elle renaît brièvement en juillet 1789, lorsque Louis XVI nomme Foulon de Doué aux Finances le 12 juillet, en remplacement de Jacques Necker (congédié le 11). Mais Foulon sera massacré par les Parisiens le 22 juillet, et la charge de surintendant disparaît avec lui.

## Liste des surintendants des finances
- 1518-1524 : Jacques de Beaune
- 1524–1544 : Philibert Babou

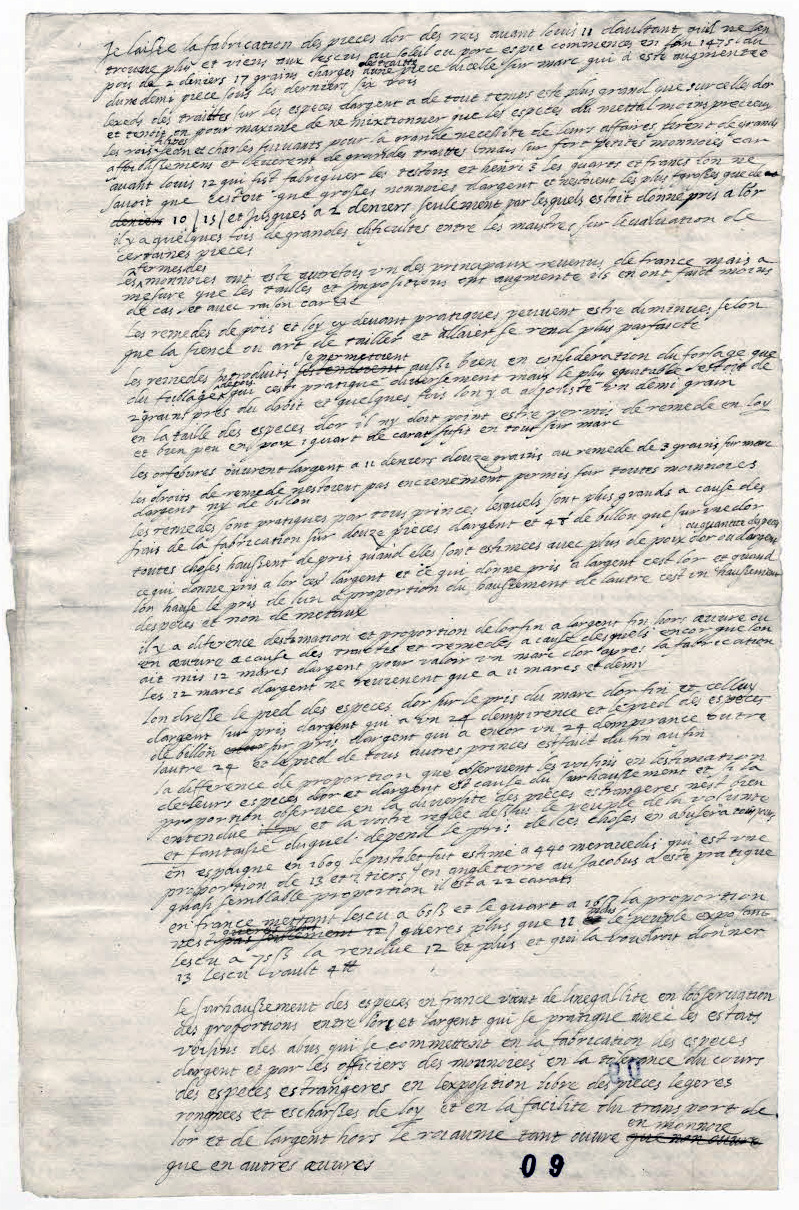
Note autographe de Sully sur l'assainissement de la monnaie. Page1/2 Archives Nationales AE-II-2509

- 1561–1567 : Artus de Cossé-Brissac ; Louis d'Ongnies, comte de Chaulnes
- Août 1568–1571 : René de Birague
- 10 septembre 1574–8 septembre 1588 : Pomponne de Bellièvre
- 8 septembre 1588–24 octobre 1594 : François d'O
- 1594–1597 : Conseil de 9 membres Pomponne de Bellièvre, Henri Ier de Montmorency, Albert de Gondi, Gaspard de Schomberg, Jacques de la Grange-le-Roy, Pierre Forget de Fresnes, Philippe Hurault de Cheverny et Nicolas de Harlay sieur de Sancy
- 1597–26 janvier 1611 : Maximilien de Béthune, futur duc de Sully
- janvier 1611–1616: Conseil de 3 membres (Guillaume de L'Aubespine, Pierre Jeannin et Jacques-Auguste de Thou)
- 1616–1617: Claude Barbin
- avril 1617–6 septembre 1619 : Pierre Jeannin
- 6 septembre 1619–1623 : Henri de Schomberg, comte de Nanteuil
- 6 janvier 1623–13 août 1624 : Charles, marquis de La Vieuville
- 27 août 1624–1626 : Jean Bochart ; Michel de Marillac
- 9 juin 1626–27 juillet 1632 : Antoine Coëffier de Ruzé, marquis d'Effiat
- 4 août 1632–22 décembre 1640 : Claude de Bullion ; Claude Bouthillier
- 22 décembre 1640–1643 : Claude Bouthillier
- 10 juin 1643–1647 : Nicolas de Bailleul ; Claude de Mesmes, comte d'Avaux;Michel Particelli d'Hémery
- 16 juillet 1647–9 juillet 1648 : Claude de Mesmes, comte d'Avaux ;Michel Particelli d'Hémery
- 9 juillet 1648–1649 : Charles de La Porte, seigneur de La Meilleraye
- 8 novembre 1649–1650 : Michel Particelli d'Émery (dit Emery) ; Claude de Mesmes
- 25 mai 1650–1651 : René de Longueil, marquis de Maisons
- 8 septembre 1651–2 janvier 1653 : Charles de La Vieuville, marquis puis duc de La Vieuville
- 8 février 1653–17 février 1659 : Nicolas Fouquet ; Abel Servien
- 17 février 1659–5 septembre 1661 : Nicolas Fouquet

## Annexe